# FK Auda
Futbola klubs Auda eller FK Auda är en fotbollsklubb i Ķekava i Lettland. År 2005 flyttade klubben från huvudstaden Riga till Kekava.
Sedan 2024 tränas Auda av Zoran Zelkovic.

## Placering tidigare säsonger
| Säsong | Nivå | Liga       | Placering | Referens | Notering                 |
| ------ | ---- | ---------- | --------- | -------- | ------------------------ |
| 2017   | 2    | Pirma liga | 10        | [ 1 ]    |                          |
| 2018   | 2    | Pirma liga | 5         | [ 2 ]    |                          |
| 2019   | 2    | Pirma liga | 5         | [ 3 ]    |                          |
| 2020   | 2    | Pirma liga | 2         | [ 4 ]    |                          |
| 2021   | 2    | Pirma liga | 1         | [ 5 ]    | Uppflyttad till Virslīga |
| 2022   | 1    | Virslīga   | 5         | [ 6 ]    |                          |
| 2023   | 1    | Virslīga   | 3         | [ 7 ]    |                          |
| 2024   | 1    | Virslīga   | 3         | [ 8 ]    |                          |